# سد ژزی
سد ژزی (به لاتین: Zhexi Dam) یک سد و نیروگاه برقابی در چین است که در Zhexi, Anhua واقع شده‌است.